# Csepin Péter
Dr. Csepin Péter (Várpalota, 1970. november 9. –) a Bakonyi Poroszkálók Hagyományőrző- és Sportegyesület elnöke.

## Életpályája
A Kossuth Lajos Katonai Főiskola tüzér szakán kezdte felsőfokú tanulmányait (1989), amelyet megszakított. Jog és államtudományokból doktorált. Anyanyelvi szinten beszél olaszul. Ezen kívül a spanyol, a francia, az angol, az arab, az orosz, a török valamint a német nyelveket bírja. 2017-ben sikeresen végrehajtotta az ELITE CHALLENGE versenyt. 9 nagy lovas expedíció vezetője, aki több mint 50 000 km-t tett meg eddig lóháton.

## Könyvei
- „Lakásunk volt paripánknak háta …” 80 korty alatt a Balkán körül, ISBN 963-217-729-0
- „Vetett ágyunk kemény nyeregkápa”. A Hadak Útján az óceánig.
- „Ettünk és aludtunk vérmocskolta nyergen”. A Tien Santól a Bakonyig lóháton.
- ”Jártunk éjjel-nappal sok nehéz fegyverben.” Az Északi Portya

## Díjai
- Honvédelemért bronz fokozat (2003, 2012)
- Várpalota Városért érdemérem (2010)
- Magyar Érdemrend Tisztikereszt polgári tagozat (2016)[1]